# Aubrac (village)
Pour les articles homonymes, voir Aubrac (homonymie).
Aubrac est un village de la commune de Saint-Chély-d'Aubrac dans le département de l'Aveyron en région Occitanie, situé au sud de la partie centrale du Massif central, sur le haut-plateau d'Aubrac. Ce village doit son existence à la création au XIIe siècle d'un hôpital monastique, la domerie d'Aubrac, duquel il a hérité son nom. Au cours du Moyen Âge et de l'Époque moderne, l'hôpital est un centre politique et économique de premier plan dans la région et une étape sur la via Podiensis, un des chemins de Compostelle. Ce n'est qu'après le départ de la communauté ecclésiastique, pendant la révolution française, que le village prend son essor au cours du XIXe siècle, en tant que lieu d'habitation, de commerce fromager, de foire aux animaux d'élevage et de tourisme. Après un déclin au milieu du XXe siècle, il est devenu depuis les années 1980 un des principaux centres touristiques du plateau d'Aubrac, en dépit d'une population permanente très faible.

## Localisation
Situé à une altitude d'environ 1 310 mètres dans la partie sommitale du plateau d'Aubrac, le village d'Aubrac est le plus élevé du département de l'Aveyron et un des plus élevés du Massif central. Le climat montagnard, sous influence océanique, y est rude et les longs hivers apportent froid intense et tourmentes de neige, nécessitant un déneigement des voies d'accès. L'exposition du village au sud et sa protection contre les fréquents vents du nord par un alignement de sommets, tendent à limiter ces contraintes climatiques. Sa position de carrefour témoigne de son rôle passé dans la région : on accède au village d'Aubrac par la route départementale D987, depuis le chef-lieu communal Saint-Chély-d'Aubrac situé à une distance de près de 8 kilomètres sur les contreforts du plateau, et depuis Nasbinals, commune lozérienne du haut-plateau limitrophe du département de l'Aveyron, éloignée de 8 kilomètres. Par la route départementale D15, Laguiole, principal bourg de l'Aubrac, est distant de 20 kilomètres environ.

## Toponymie
Le toponyme Aubrac vient du nom donné à l'hôpital lors de sa fondation, entre 1108 et 1125.
Il apparait pour la première fois sous la forme Alto braco dans un acte de donation rédigé au moment de sa création, puis sous la forme Albrac dans une bulle pontificale datée de 1216, relatant un siècle plus tard l'histoire de ses débuts. Ce nom, dont la signification est discutée, évoque généralement un lieu élevé. Le nom a par la suite été transmis sous sa forme francisée au village qui s'est développé au XIXe siècle autour de l'ancien monastère. Il a également été légué au plateau d'Aubrac, ainsi qu'à la race bovine aubrac, dont les moines ont initié la sélection à la fin du Moyen Âge. Le nom « fourme d'Aubrac » a parfois été utilisé, notamment au XIXe siècle, pour désigner le fromage aujourd'hui appelé laguiole, dont les moines ont lancé la fabrication dans la seconde moitié du XVe siècle.

## Histoire

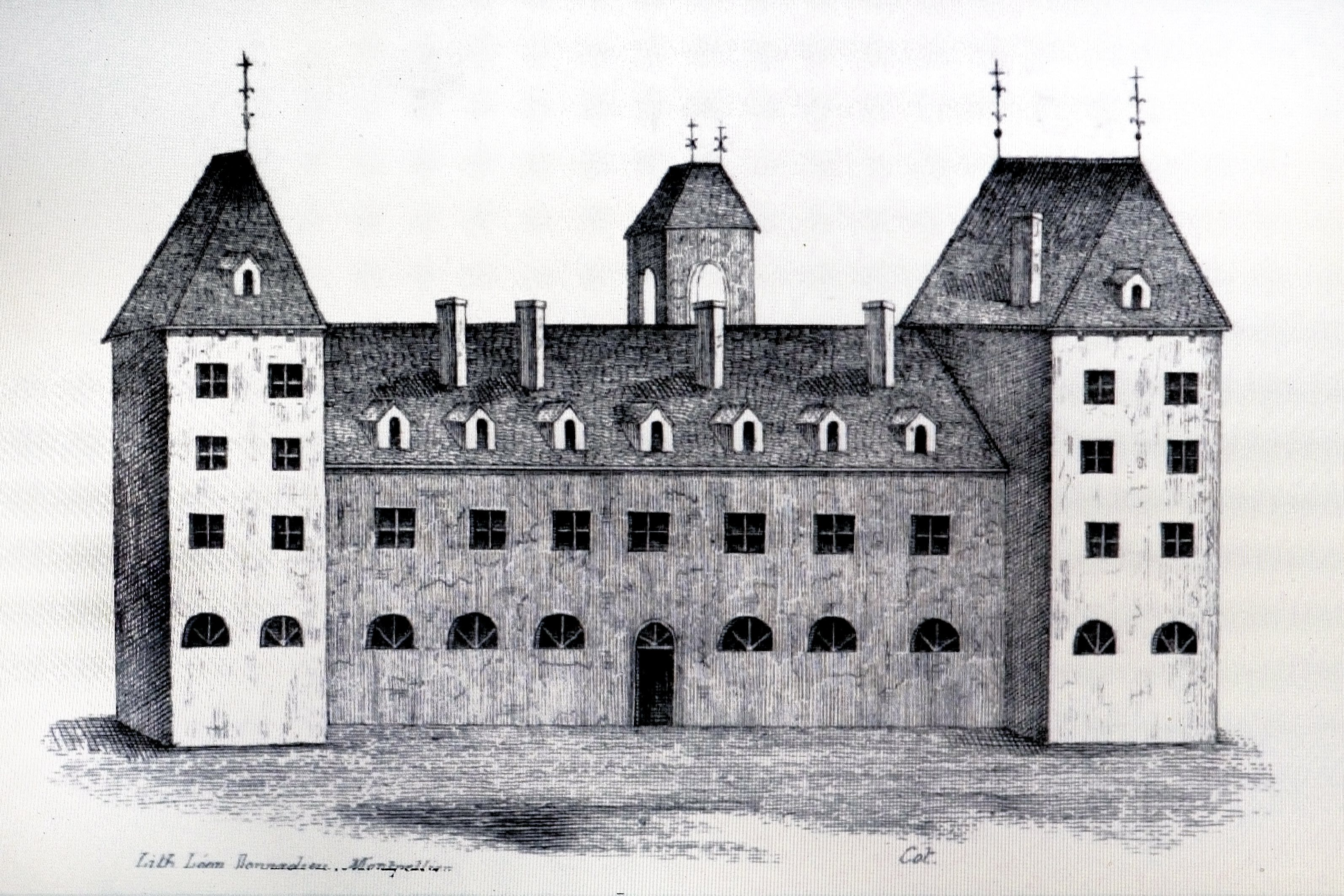
L'aile sud de l'hôpital d'Aubrac au XVIIIe siècle, d'après une lithographie de la première moitié du XIXe siècle

La fondation de l'hôpital d'Aubrac s'inscrit dans le mouvement de la Paix de Dieu, en vue de mettre fin aux rivalités et aux exactions commises sur le plateau par les seigneuries situées à sa périphérie. Après sa création, le plateau dispose d'un centre politique écartant progressivement cette situation de non-droit et d'un centre d'activité dont l'expansion, à partir de l'élevage transhumant à vocation bouchère puis fromagère, concourt, au cours des siècles qui suivent, à son développement économique et à la création des paysages pastoraux actuels.
Bâti à proximité d'une voie de passage d'origine antique, empruntée probablement dès le XIe siècle dans sa traversée du plateau par un des chemins de Compostelle, la via Podiensis, l'hôpital est une étape pour les pèlerins et voyageurs et accueille les malades et les indigents.
S'il est fait mention dès 1694 d'une auberge à proximité de la domerie, les premières habitations ne sont construites autour du monastère à l'abandon qu'au cours du XIXe siècle, plusieurs décennies sans doute après le départ des religieux pendant la révolution française, par réemploi des matériaux des anciens édifices. Situé au cœur d'une zone d'estive de bovins laitiers transhumants voués à la fabrication du fromage de Laguiole, le village se développe en relation avec cette activité alors en plein essor, et devient dans la dernière partie du XIXe siècle un des centres de négoce fromager du plateau. À cette époque, l'accroissement du cheptel bovin conduit à y créer une foire aux jeunes animaux d'élevage et aux animaux de trait, qui se tient chaque année, le 3 octobre. Une « foire de la loue » (fièira de la lòga), permet à cette occasion aux propriétaires d'exploitation agricole, pendant que l'activité saisonnière des nombreux burons fromagers des environs s'achève, d'embaucher du personnel pour la saison d'hiver.

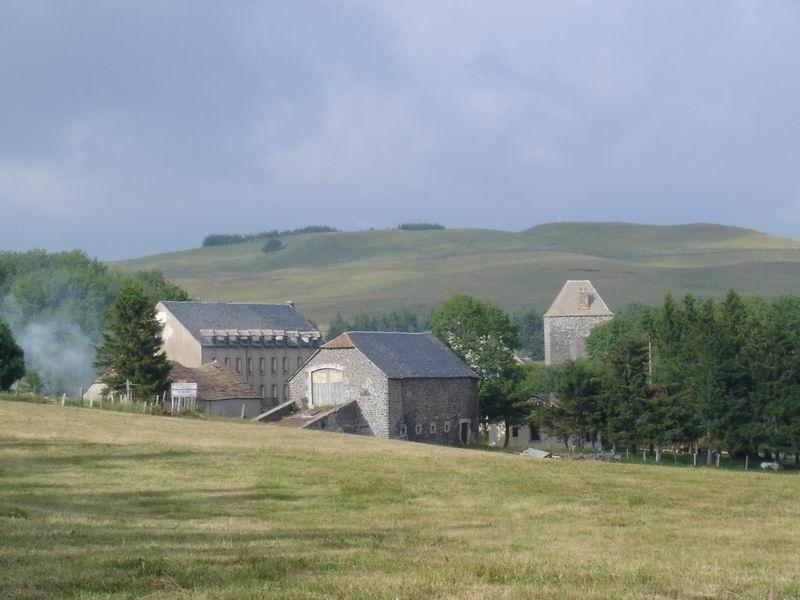
Le village et les pâturages d'estive

À la fin du XIXe siècle, le village devient une destination touristique estivale à la mode, à vocation de repos ou de cure de petit-lait issu de la fabrication du fromage, activité qui va perdurer jusqu'à la Seconde Guerre mondiale,,. En septembre 1902, un sanatorium est par ailleurs inauguré à proximité immédiate du village, qui deviendra dix ans plus tard l’« Hôtel Royal », succursale de l’« Astoria Hôtel » et de l’« International de Vichy ». Parallèlement à cette structure hôtelière, Aubrac compte pendant la première moitié du XXe siècle deux hôtels-restaurants et un hôtel-café, destinés à l'accueil des estivants, des pèlerins de Compostelle, ou faisant fonction de lieu de rencontre et de détente pour les buronniers en activité dans les environs,. La population estivale du village est estimée à cette époque entre 600 et 800 personnes chaque année.
Au milieu du XXe siècle, l'arrêt des cures et de l'Hôtel Royal, conjugué à un exode rural marqué et à une rapide diminution puis à l'arrêt de la production fromagère traditionnelle dans les burons, a pour conséquence un déclin de l'activité. Cette dernière est relancée dans les années 1960, par la mise en place d'un centre de colonie de vacances, de classes de neige et de séminaires dans les locaux de l'ancien sanatorium, qui demeurent en fonction jusqu'au début des années 1990. À partir des années 1980, le village développe une importante activité touristique et culturelle, en particulier en tant qu'étape du chemin de Compostelle et lieu d'organisation d'une fête annuelle de la transhumance et d'un festival littéraire.

## Démographie
On ne connait pas le nombre exact de religieux présents dans l'hôpital au cours du Moyen Âge. Un texte daté de 1420 mentionne la nécessité de limiter à 70 le nombre de frères et sœurs affectés à son service, dont environ 25 détachés dans les hôpitaux ou églises qui en dépendent,.
Vers 1698 ou 1699, il est fait état de la présence dans l'hôpital de 23 religieux.
Au début du XXe siècle, le village d'Aubrac comptait environ 40 habitants permanents. La population du village a payé un lourd tribut à la Première Guerre mondiale. Le monument situé sur la place centrale rendant hommage aux victimes de ce conflit fait état de la mort ou de la disparition de neuf de ses habitants, soit l'équivalent de près d'un quart de la population mentionnée une quinzaine d'années auparavant.
À la fin des années 1990, trois ou quatre habitants permanents y sont mentionnés, et cinq en 2013.
Au début des années 2010, le village accueille environ 100 000 visiteurs par an, essentiellement en période estivale, dont 20 000 pèlerins-randonneurs de Compostelle et 20 000 personnes à l'occasion de la fête de la transhumance.

## Patrimoine

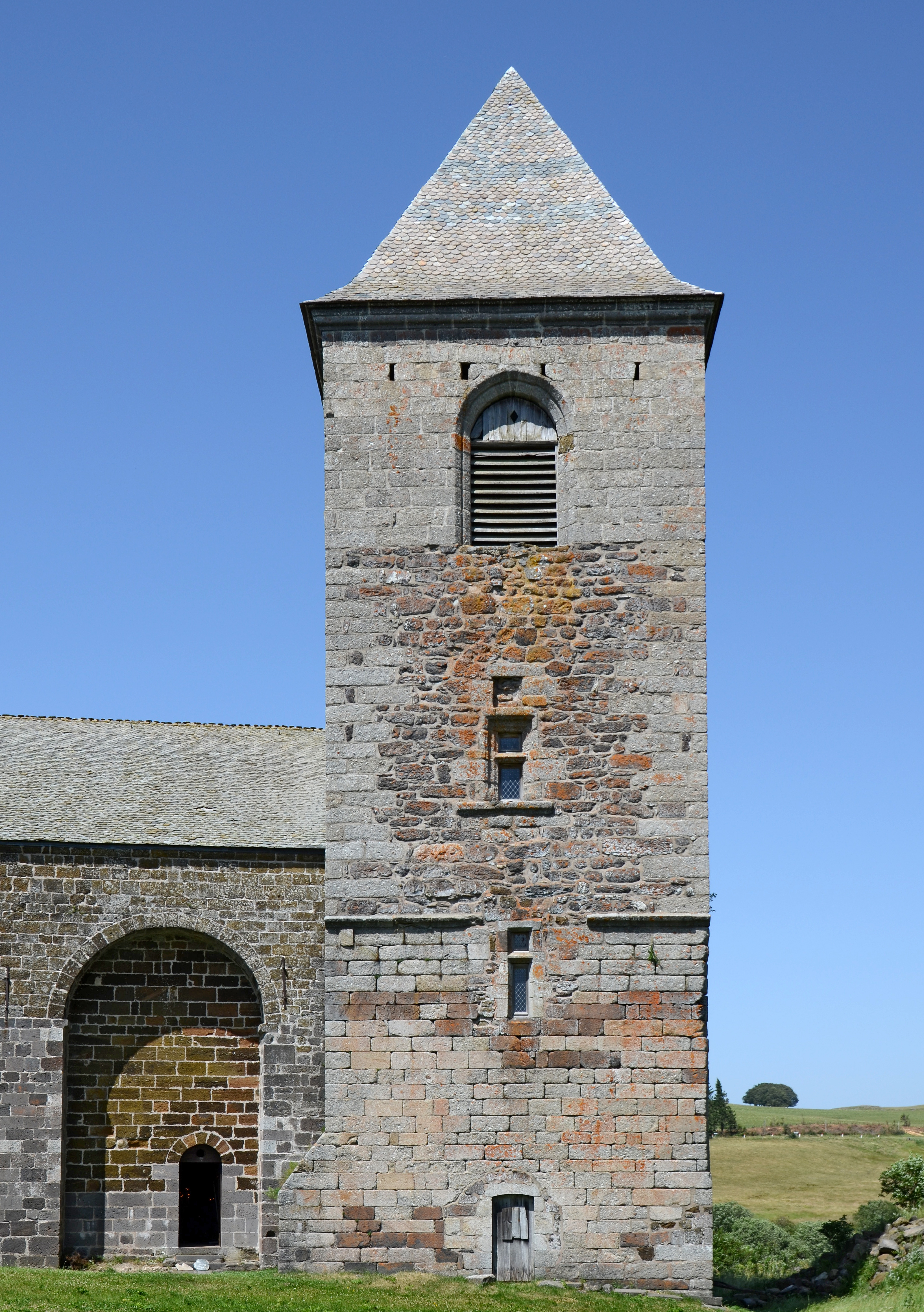
L'église Notre-Dame-des-Pauvres

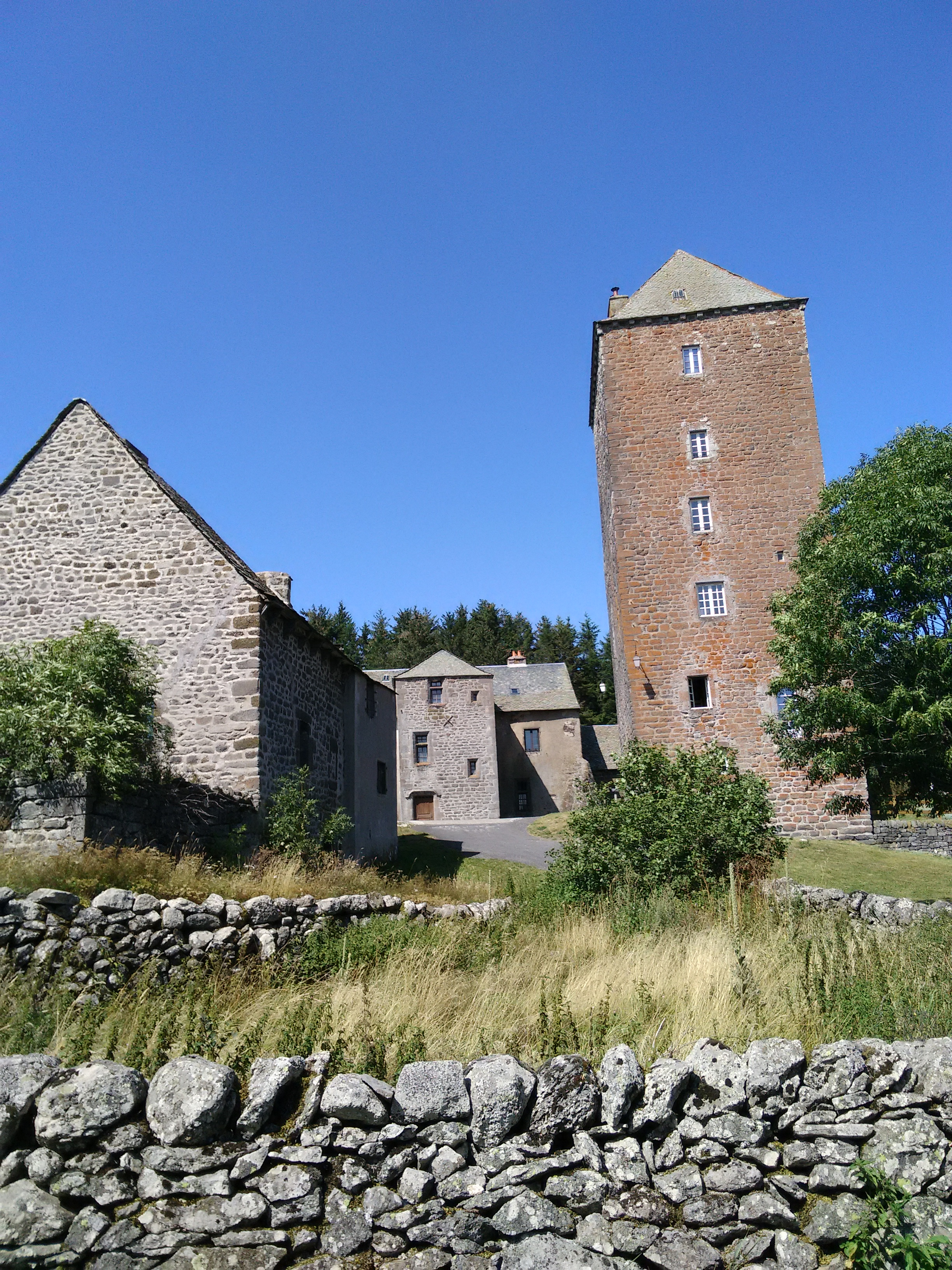
La tour des Anglais et des maisons du village

Il ne subsiste aujourd'hui que trois des nombreux bâtiments qui composaient l'ancienne domerie jusqu'à la révolution française : L'église Notre-Dame-des-Pauvres,  Classé MH (1925), dont la construction date de la fin du XIIe siècle et dont l'actuel clocher a été érigé au début de la seconde moitié du XVe siècle, la tour dite « des Anglais », bâtie au XIVe siècle, pendant la guerre de Cent Ans, ainsi qu'une partie des bâtiments de l'ancien hôpital, issue d'une reconstruction datant de la seconde moitié du XVe siècle. Ces vestiges ont connu des restaurations et quelques remaniements au cours des XIXe et XXe siècles, plus particulièrement l'église.
La cloche dite « des perdus » ou « des égarés », abritée dans le clocher de l’église, servait pendant la période de fonctionnement de l'hôpital à guider les pèlerins ou voyageurs traversant le plateau par mauvais temps. Cette cloche fut brisée et fondue à plusieurs reprises, puis a été installée vers 1798 dans l'église de Saint-Chély-d’Aubrac, avant de retrouver sa place.
Les chemins de Compostelle ont été classés au patrimoine mondial de l'humanité de l'Unesco en 1998. Le tronçon passant par le village d'Aubrac a pour sa part été classé « bien naturel » par l'Unesco pour sa diversité faunistique et floristique,. Ce tronçon bénéficie parallèlement du classement « Itinéraire culturel européen » attribué aux chemins de Compostelle par le Conseil de l’Europe en 1987.
Au titre du patrimoine naturel, le village d'Aubrac et ses environs font partie de la zone Natura 2000 « plateau central de l'Aubrac aveyronnais », créée en 2006,. Les pelouses pastorales et les tourbières d'altitude situées immédiatement en contrebas du village, sont classées Espace naturel sensible par le Conseil général de l'Aveyron, sous la dénomination « Grande prairie d'Aubrac ».

## Personnalités liées
Parmi les doms chargés de l'administration de la seigneurie d'Aubrac, certains ont par ailleurs occupé d'éminentes fonctions ecclésiastiques ou politiques, en particulier Jean-Pierre d'Estaing, nommé en 1484 par le pouvoir royal gouverneur du comté de Rodez, de quatre châtellenies du Rouergue, de la vicomté de Creissels et des biens de la maison d'Armagnac situés dans le Rouergue, après la chute de cette dernière ; son neveu Antoine d'Estaing, nommé en 1506 évêque d'Angoulême et qui a été membre du Grand conseil du roi Louis XII ; Georges d'Armagnac, notamment évêque de Rodez, puis ambassadeur de François Ier à Venise et à Rome, élevé au rang de cardinal en 1544 ; ou encore le cardinal Jules Mazarin, premier ministre d'État sous le roi Louis XIV.
Se rendant du Puy-en-Velay à Toulouse, le roi François Ier a effectué en juillet 1533 une halte de 3 jours à la domerie d'Aubrac, pendant laquelle il s'est adonné à la chasse avec des oiseaux de proie.
Germaine Gros (1907-2000) est une ancienne restauratrice du village d'Aubrac. Figure emblématique du village pendant le XXe siècle, elle a participé à populariser l'aligot, plat fromager traditionnel de l'Aubrac, et a notamment reçu en 1959 le diplôme d’honneur de la section gastronomique du salon des arts ménagers.

## Pèlerinage de Compostelle
Sur la via Podiensis du pèlerinage de Saint-Jacques-de-Compostelle, on vient de Nasbinals (département de la Lozère) (1 180 mètres d'altitude) en parcourant les pâturages d'estive du haut-plateau d'Aubrac, la prochaine étape étant Saint-Chély-d'Aubrac (département de l'Aveyron) (800 mètres d'altitude), en cheminant dans la vallée encaissée de la Boralde de Saint-Chély-d'Aubrac.

## Services et vie locale

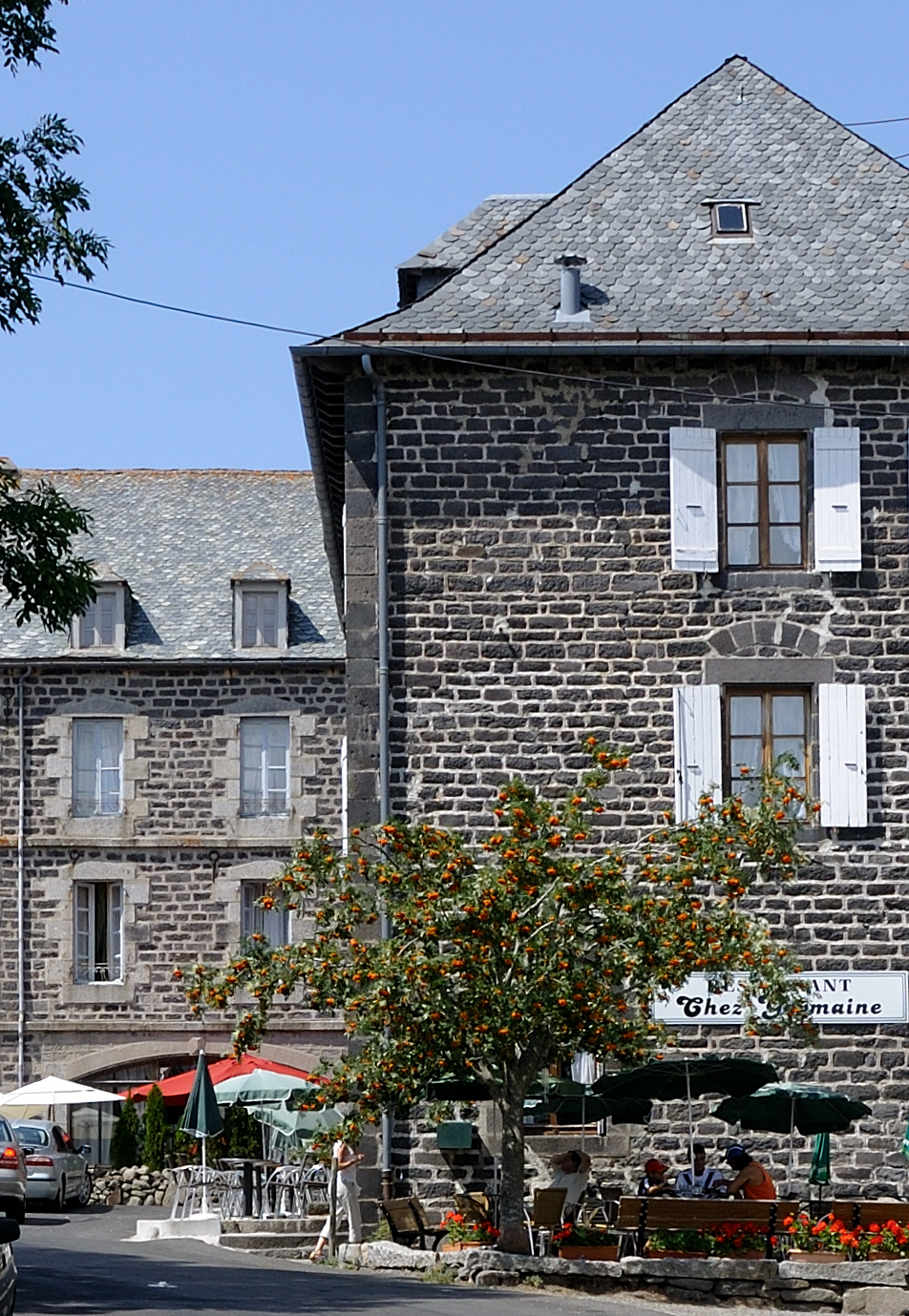
Le centre du village

Il n'existe pas dans le village de commerce de proximité (boulangerie, épicerie). Le tourisme représente l'essentiel de l'activité, tandis que quelques troupeaux bovins à vocation bouchère transhument l'été dans les proches pâturages.
Le village compte en 2013 un hôtel-restaurant saisonnier et un restaurant ouvert toute l’année. Deux auberges rurales et une ferme-auberge, situées à proximité immédiate, n’ouvrent qu’en saison estivale. L'accueil des pèlerins-randonneurs occupe une place importante. La tour des Anglais a été transformée par la commune en gîte d'étape. Les locaux de la colonie de vacances ont pour leur part été aménagés en chambres d'hôtes ou en gîte d'étape et des tables d'hôtes y sont proposées.
Une aire d'accueil pour camping-cars a été aménagée par la commune.
Créée en 2000 à l'initiative du syndicat mixte des communes de l'Aubrac aveyronnais, la « maison de l'Aubrac » est un espace destiné à présenter le plateau d'Aubrac à travers scénographies, expositions, animations et visites guidées. Il comprend une boutique de produits alimentaires ou artisanaux locaux et d'ouvrages sur l'Aubrac, ainsi qu'un lieu de dégustation de produits du terroir. Le jardin botanique de l'Aubrac qui lui est attenant, outil pédagogique de l'Espace naturel sensible, présente environ 650 espèces végétales caractéristiques des milieux naturels du plateau.
La fête de la transhumance (montada) se tient chaque année le week-end le plus proche du 25 mai, date de montée en estive des troupeaux lorsque la fabrication du fromage de Laguiole était effectuée dans les anciens burons. À cette occasion, les vaches portent, comme par le passé, cloches et sonnailles et sont décorées de houx, fleurs, cocardes et drapeaux. De nombreuses animations sont organisées dans ce cadre : bénédiction des troupeaux, musique et danses traditionnelles, marchés forains et de produits régionaux, fête de l'élevage, salon et découverte du terroir, repas traditionnels de l'Aubrac à base d'aligot, de viande bovine de race aubrac et de fromage de Laguiole.

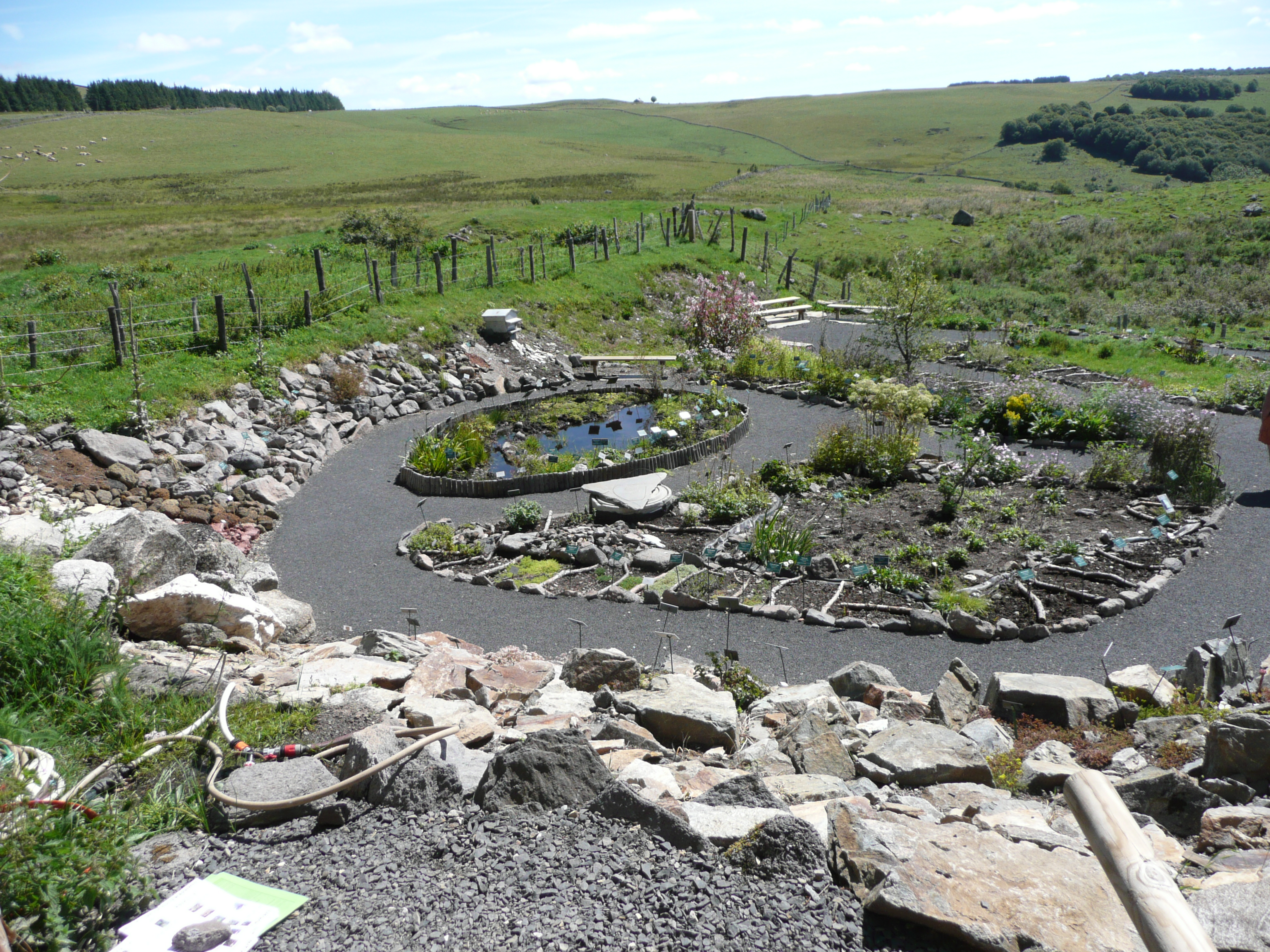
Le jardin botanique

Le festival littéraire « les Rencontres d'Aubrac », créé en 1994 et soutenu par le Centre national du livre, est organisé chaque année pendant le mois d'août.
Le village est une des étapes de découverte des produits fromagers du terroir, dans le cadre de la randonnée « Traces du fromage », organisée chaque année le deuxième dimanche de mars sur le plateau d'Aubrac, à pied ou à skis et raquettes selon l'enneigement. Il est également traversé chaque année au mois de juin par un des circuits du « marathon de l'Aubrac ».
Des frères et des sœurs des Fraternités monastiques de Jérusalem assurent chaque année depuis les années 1990 une présence religieuse durant les trois premières semaines d’août au village d'Aubrac, en y célébrant les liturgies dominicales.
Une petite station de ski à dimension familiale, dotée d'un remonte-pente, est située à proximité de l'ancien sanatorium.
Le village dispose d'une unité d'épuration des eaux usées par traitement biologique, d'une capacité nominale de 550 équivalents-habitants.